# Calommata truculenta
Calommata truculenta THORELL, 1887 è un ragno appartenente al genere Calommata della famiglia Atypidae.
Il nome deriva dall'aggettivo greco καλός, kalòs, che significa bello, e dal sostantivo greco ὄμμα, ὄμματος, omma, ommatos, cioè occhio, ad indicare la disposizione degli occhi e la loro minore compattezza. Da notare al riguardo che il plurale greco òmmata è stato poi latinizzato ed è quindi da considerarsi di genere femminile, non neutro plurale, sulla falsariga di Micrommata, come indicato in letteratura dall'aracnologo H. Don Cameron.
Il nome proprio deriva dall'aggettivo latino truculentus, che significa truce, fiero, aspro, crudele, non ne è chiaro il motivo.

## Caratteristiche
Il colore di questa specie è nerastro; le zampe, i cheliceri e la parte ventrale è più pallida del resto del corpo. Il cefalotorace è appena più lungo della patella e della tibia della quarta zampa. Gli occhi mediani anteriori sono più larghi degli altri e alquanto in contatto. I pedipalpi sono lunghi. Le tibie sono molto più spesse delle patelle. Il tarso è allungato e troncato all'apice. Le paia posteriori delle zampe sono munite distalmente di piccole spine. Le parti terminali delle zampe superiori sono fornite di cinque denti.
La lunghezza del bodylenght (lunghezza del corpo escluse le zampe) è di 6 millimetri; il cefalotorace 2,5 mm e i pedipalpi ben 4,25 mm. Per le zampe, il primo paio è lungo 9,5 mm, il secondo 8,8, il terzo 8,2 e il quarto ben 10,75 mm.

## Comportamento
Come tutti i ragni del genere Calommata, anche questa specie vive in un tubo setoso parallelo al terreno, per una ventina di centimetri circa seppellito e per altri 8 centimetri fuoriuscente. Il ragno resta in agguato sul fondo del tubo: quando una preda passa sulla parte esterna, le vibrazioni della tela setosa allertano il ragno che scatta e la trafigge, per poi rompere la sua stessa tela, portarsi la preda nella parte interna e cibarsene..

## Distribuzione
L'areale di rinvenimento di questa specie è legato alle zone boscose interne della Birmania, in particolare nei pressi della città di Bhamo.